# Liwobereżna
Liwobereżna (ukr. Лівобережна) – jedna ze stacji kijowskiego metra na linii Swjatoszynśko-Browarśkiej. Została otwarta 5 listopada 1965 roku, jako część rozbudowy linii do rejonu Browarśkiego. Jest to pierwsza stacja położona w całości na lewym brzegu Dniepru.
Stacja znajduje się na skrzyżowaniu między Aleją Browarśką i ulicą Rajisa Okipny i znajduje się na estakadzie. 

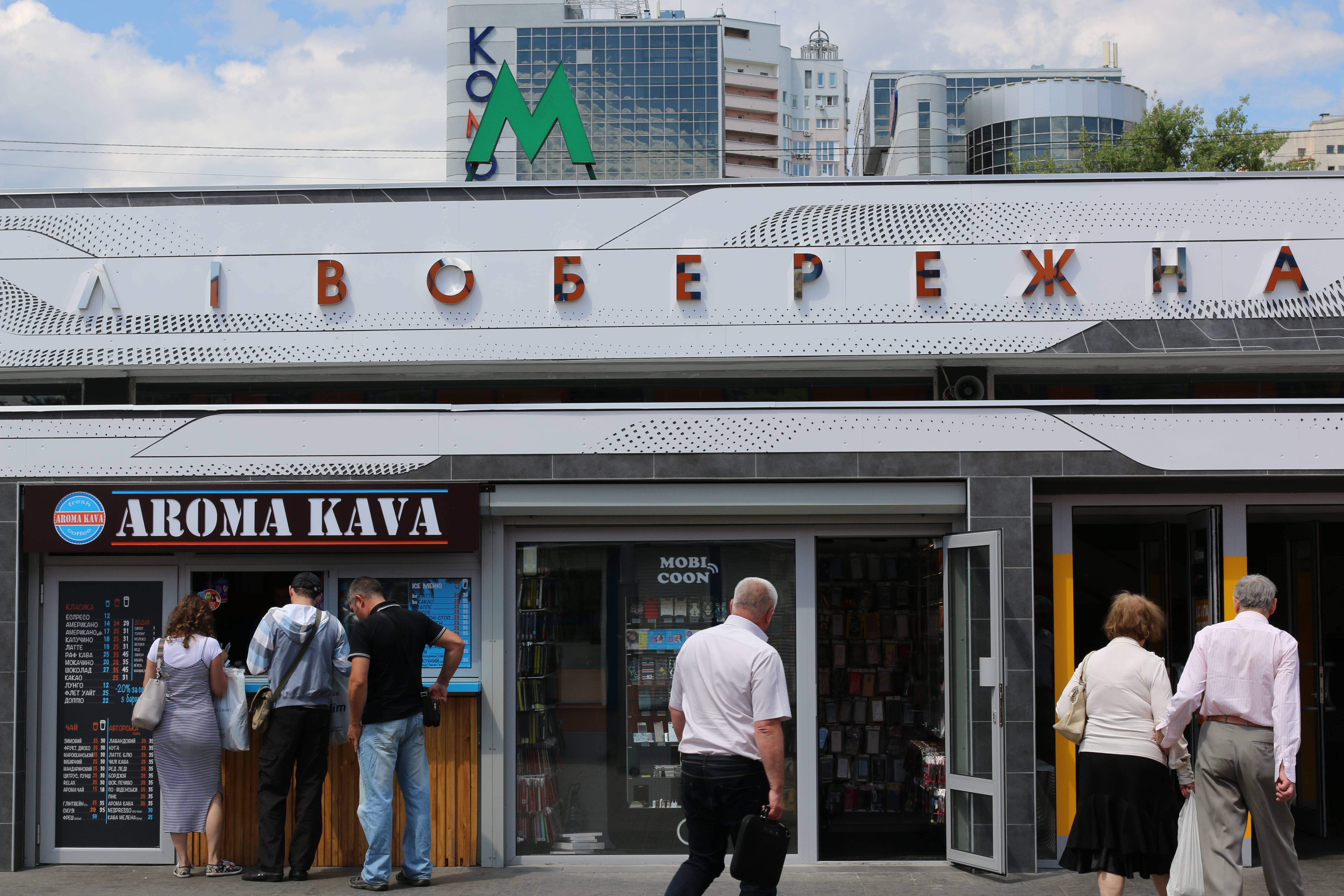